# Alexander Szymanowski
Alexander Szymanowski (ur. 13 października 1988 w Buenos Aires) – argentyński piłkarz pochodzenia polskiego występujący w Gimnástica Segoviana CF na pozycji pomocnika.